# Doughboys in Ireland
Doughboys in Ireland è un film del 1943 diretto da Lew Landers.

## Trama
Danny è il membro di un'orchestra che viene spedita in Irlanda per allietare i soldati. In America ha lasciato la voce femminile del gruppo, Gloria, cui scrive giornalmente lunghe lettere. Tuttavia nell'isola conosce Molly e finiscono per innamorarsi, proprio quando anche Gloria parte per raggiungerlo.